# Eduardo Cruz
Eduardo Cruz Sánchez (Madrid, 27 febbraio 1985) è un musicista e cantante spagnolo.
È il fratello delle attrici Penélope e Mónica.

## Biografia
Eduardo è figlio di Eduardo Cruz (commerciante), di cui porta il nome, ed Encarnación Sánchez (parrucchiera), nonché fratello minore di Penélope Cruz e Mónica Cruz. Dall'età di 13 anni, inizia a suonare la chitarra, della quale subito si innamora ed a 17 inizia a scrivere i suoi primi brani.

## Carriera
Compone temi musicali sia per film (ad esempio, ha collaborato con Hans Zimmer alla realizzazione della colonna sonora di Pirati dei Caraibi - Oltre i confini del mare) che per vari spot pubblicitari (ad esempio per L'Oréal e Lancome). Ha inoltre recitato nella serie tv spagnola Código postal. Nel 2006 esce il suo primo disco, Cosas que contar, prodotto dalla Warner. Nel videoclip dell'omonima canzone, che risale al 2007, partecipano entrambe le sue sorelle. Nel 2012 compone l'intera colonna sonora del film Venuto al mondo di Sergio Castellitto, che vede protagonista sua sorella Penélope Cruz.

## Vita privata
Ha un ottimo rapporto con entrambe le sue sorelle. La sua canzone P.M., è dedicata proprio a Penélope e Mónica; il titolo del pezzo è formato infatti dalle iniziali dei loro nomi.
Residente a Los Angeles, dagli inizi del 2011 al marzo 2012, è stato fidanzato con l'attrice americana Eva Longoria. Dal 2018 ha una relazione con Eva De Dominici. Il 6 ottobre 2019 nasce Cairo, a Los Angeles, California.

## Discografia
Singoli
2006 - Tu Manera - Eduardo Cruz
1. Tu Manera
2. Ni Tú Ni Yo
3. Cosas Que Contar
Album
2006 - Cosas Que Contar - Eduardo Cruz
1. Nuestro Amor
2. Donde Estás
3. Tu Manera
4. Ni Tú Ni Yo
5. No Hay Nada Que Hacer
6. Es Por Ti
7. P.M.
8. Cosas Que Contar
9. Sueño
10. Televisión
11. Tú Y Los Stones